# Minnesota
Minnesota is een van de vijftig staten van de Verenigde Staten. De standaardafkorting voor de "North Star State", zoals de bijnaam luidt, is MN. De hoofdstad is Saint Paul, en de grootste stad is Minneapolis. Deze steden liggen tegen elkaar aan, aan weerszijden van de Mississippi en worden de Twin Cities ("Tweelingsteden") genoemd.

## Geschiedenis
Voordat de Europeanen het huidige Minnesota koloniseerden werd het bevolkt door Indianenstammen als de Ojibwe en de Sioux. De naam Minnesota betekent "hemelkleurig water".
Tot het midden van de 18e eeuw had Frankrijk het gebied in bezit, daarna Groot-Brittannië. Tussen 1820 en 1930 emigreerden ongeveer 1,3 miljoen Zweden, toentertijd een derde van de bevolking, naar 
Noord-Amerika. Van hen kwamen velen terecht in Minnesota.

Op 3 maart 1849 werd Minnesota officieel een zogeheten territorium, dat echter ook het grondgebied van de latere staten North en South Dakota omvatte. De oostelijke helft van het territorium werd op 11 mei 1858 formeel, als 32ste, een staat van de Verenigde Staten. Tijdens de Amerikaanse Burgeroorlog stond het aan de kant van de Unie.

## Geografie en klimaat
De staat Minnesota beslaat 225.365 km², waarvan 206.375 km² land. De staat ligt in de Central-tijdzone.
Minnesota grenst in het noorden aan Canada, in het westen aan de staten North Dakota en South Dakota, in het oosten aan Wisconsin en in het zuiden aan Iowa. Het noordelijkste punt van de Verenigde Staten, Alaska niet meegerekend, ligt op het tot Minnesota behorende schiereiland Northwest Angle. In het noordelijke Itasca State Park ontspringt de lange rivier de Mississippi, die een gedeelte van de grens met Wisconsin vormt. Verder telt Minnesota veel grotere en kleinere meren, volgens sommige bronnen meer dan 15.000. Het noordoosten van de staat ligt aan het Bovenmeer. Minnesota is vrij vlak. Het hoogste punt is de top van Eagle Mountain (701 m).
De staat is bekend om zijn barre klimaat. Op 2 februari 1996 werd bij de plaats Tower -51 °C gemeten, terwijl in de zomers van 1917 en 1936 46 °C bereikt werd. Vooral in het noorden van de staat liggen veel Indianenreservaten.

## Bestuurlijke indeling
Minnesota is onderverdeeld in 87 county's.

## Politiek
Aan het hoofd van de uitvoerende macht van de staat staat een gouverneur, die direct gekozen wordt door de kiesgerechtigden in de staat. De gouverneursverkiezing van 2018 werd gewonnen door Tim Walz van de Minnesota Democratic-Farmer-Labor Party. Hij trad in januari 2019 aan als gouverneur van Minnesota.
De volksvertegenwoordiging bestaat, net zoals op federaal Amerikaans niveau, uit een Senaat en een Huis van Afgevaardigden. De staat is onderverdeeld in 67 districten die elk ongeveer 60.000 mensen bevatten. Elk district kiest één senator en twee vertegenwoordigers in het Huis. Senators worden verkozen voor een termijn van vier jaar, vertegenwoordigers twee jaar.
De laatste Republikeinse presidentskandidaat die in Minnesota won, was Richard Nixon in 1972. In navolgende verkiezingen heeft de staat steevast de Democratische presidentskandidaat gesteund. Ondanks deze uniek lange onafgebroken reeks staat Minnesota niet bekend als solide Democratisch. Zo behaalde Hillary Clinton in 2016 slechts een nipte overwinning op Donald Trump. 

## Demografie
In 2000 telde Minnesota 4.919.479 inwoners (22 per km²) waarvan ongeveer 70% van de bevolking in stedelijke gebieden woont. Relatief veel van hen stammen af van Duitse en Scandinavische immigranten.
De belangrijkste steden zijn de buursteden Minneapolis en Saint Paul, respectievelijk ten westen en ten oosten van de Mississippi gelegen en bekend onder de bijnaam Twin Cities. In het grootstedelijk gebied van deze twee steden woont ongeveer 60% van de bevolking van Minnesota.
Minneapolis en Saint Paul zijn de enige steden in Minnesota met meer dan 100.000 inwoners. Er zijn vijftien steden met 50.000 tot 100.000 inwoners, waarvan Rochester en Duluth de grootste zijn.
De meest gesproken talen zijn: 88,1% Engels, 3,9% Spaans.

## Economie
Het bruto product van de staat bedroeg in 2001 188 miljard dollar. Bekende(re) bedrijven uit de staat zijn 3M (Minnesota Mining & Manufacturing) en Honeywell maar ook NWA, Northwest Airlines.